# Зубрів дуб
Зу́брів дуб — ботанічна пам'ятка природи місцевого значення в Україні. Об'єкт природно-заповідного фонду Львівської області. 
Розташована в межах Львівського району Львівської області, поруч з центральною частиною села Нова Скварява. 
Статус надано згідно з рішенням Львівської обласної ради від 14.07.2011 року № 206. Перебуває у віданні Новоскварявської сільської ради. 
Статус надано з метою збереження одного екземпляра вікового дуба.